# Plaže Lokrum
Plaže Lokrum nalaze se na istoimenom otoku Lokrumu koji je smješten 0,5 nautičkih milja jugoistočno od Dubrovnika.
Lokrumske plaže vrlo su privlačne, a prostiru se gotovo cijelom obalom otoka.
Uglavnom su stjenovite. Jedan dio otoka sa svojom plažom namijenjen je nudistima.
Posebno je zanimljiva plaža oko Mrtvog mora smještena u borovojšumi na jugoistoku otoka. Mrtvo more je slano jezero koje je s morem povezano podzemnim tunelom.
Plaže na Lokrumu nemaju neki posebni sadržaj, ali se na otoku može pronaći sve što je potrebno za uživanje i razonodu.

## Vanjske poveznice
Plaže Lokrum  Arhivirana inačica izvorne stranice od 1. rujna 2009. (Wayback Machine)